# Estádio Marcelo Leitão
Estádio Marcelo Leitão – stadion piłkarski w mieście Espargos, w Republice Zielonego Przylądka, na wyspie Sal Swoje mecze rozgrywają na nim drużyny piłkarskie: Académica do Sal, Futebol Clube Juventude, Sport Club Santa Maria. Stadion może pomieścić 8 000 widzów.